# شتيفي فيندولف
شتيفي فيندولف (بالألمانية: Steve Windolf)‏ ممثل ألماني، وُلد في السابع من يناير عام 1982 في أيزنهوتنشتادت في ألمانيا.

## حياته
وُلد شتيفي في 7 يناير عام 1982 في أيزنهوتنشتادت، و هو الابن الوحيد وقد كان يعمل والده ديتر جيزنوسكي كهربائي وتعمل والدته دوريس ممرضة، وقد نشأ في فورستنفالده. في عام 2002 التحق بالمدرسة الثانوية للتمثيل في لايبزيش. إن شتيفي على علاقة بالممثلة الألمانية كيرستين لاندسمان منذ عدة سنوات.

### بدايته الفنية
مضى شتيفي عقدًا مع الإذاعة الألمانية لمسلسل (في كل صداقة In aller Freundschaft) أثناء تدريبه، وفي هذا المسلسل أدى دور الشاب سيبستاين ماير الذي يؤدي الخدمة العسكرية، وكان قد ظهر اسمه الأصلي في تترالمسلسل وليس اسمه الفني. و ظهر شتيفي في عدة مسلسلات بعد هذا المسلسل. في عام 2008 مثل في فيلم (صيف فقط Nur ein Sommer) بجانب الممثلة أنا لووس .و بعد أن أتم شتيفي دراسته قدمت له قناة تست ديه افدور المحقق الصارم دانيل فينتر في المسلسل (سوكو كولونيا SOKO Köln )، و قد غادر شتيفي المسلسل في عام 2011 بعد 92 حلقة و 4 أجزاء.

## أعماله

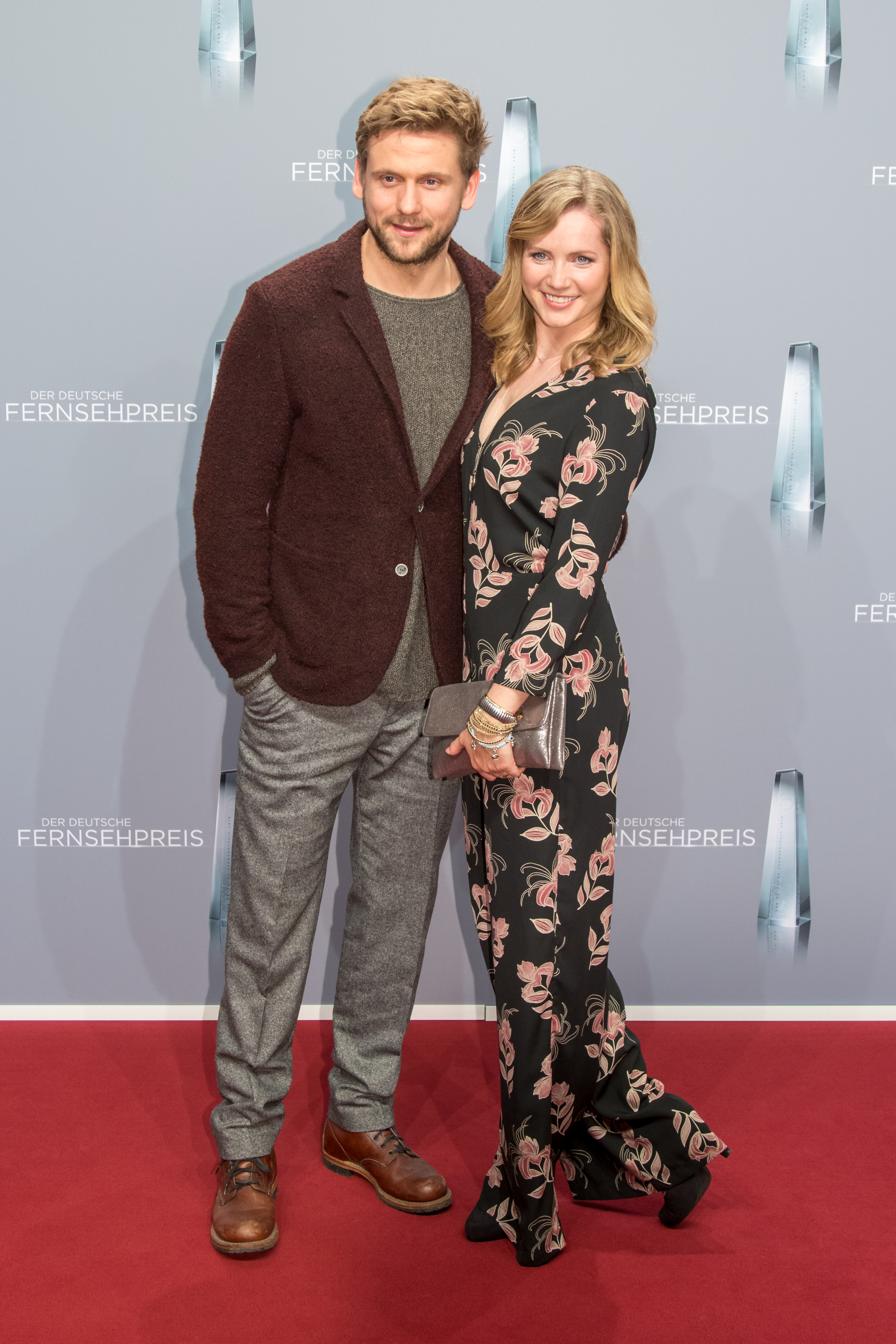
شتيف فيندولف و كورنيليا جورشيل خلال حفلة جائزة التلفزيون الألماني لعام 2018

- 2005–2007: In aller Freundschaft (Fernsehserie, 83 Folgen) (في كل صداقة، مسلسل تلفزيوني، 83 حلقة)
- 2006: Tierärztin Dr. Mertens (Fernsehserie, Folge 1x02 Alarm im Zoo) (الطبيبة البيطرية د. مارتينز)
- 2006: GG19 (ج ج 19)
- 2007: Tatort – Die Anwältin (Fernsehreihe) (مسلسل تاتورت، حلقة المحامية)
- 2008: Nur ein Sommer (فيلم صيف فقط)
- 2008–2011: SOKO Köln (Fernsehserie, 92 Folgen) (سوكو برلين، 92 حلقة)[2]
- 2011: Alarm für Cobra 11 – Die Autobahnpolizei (Fernsehserie, Folge 16x11 Und... Action...!) (إنذار لكوربرا 11)
- 2012: Tatort – Alles hat seinen Preis (Fernsehreihe) (مسلسل تاتورت، حلقة لكل شئ ثمنه)
- 2012: Idiotentest (Fernsehfilm) (الفيلم التلفزيوني اختبار الحمقى)
- 2013: Der letzte Bulle (Fernsehserie, Folge 4x07 Zur Kasse, Schätzchen) (مسلسل الشرطي الأخير)
- 2013: Doc meets Dorf (Fernsehserie, sieben Folgen) ( مسلسل دوك يقابل دورف، سبع حلقات)
- 2013: Die Frau, die sich traut (السيدة التي تجرأت)
- 2013: Polizeiruf 110 – Der verlorene Sohn (Fernsehreihe) (نداء الشرطة 110- الابن المفقود)
- 2014: Frauenherzen (قلوب السيدات)
- 2014: Küstenwache (Fernsehserie, Folge 16x17 Ein schmutziges Spiel) (غفر السواحل)
- 2014: Polizeiruf 110: Eine mörderische Idee (نداء الشرطة 110، حلقة الفكرة القاتلة)
- 2014: Der Weg nach San Jose (الطريق نحو سان جوسي)
- 2015: Drunter und Brüder
- 2015: Starfighter – Sie wollten den Himmel erobern
- 2016: Ku’damm 56
- 2016: Das Geheimnis der Hebamme (سر القابلة)
- 2016: Polizeiruf 110: Endstation (نداء الشرطة 110، حلقة محطة النهاية)
- 2016: Seitenwechsel
- 2017: Der 7. Tag (اليوم السابع)
- 2018: Tatort: Mord Ex Machina (مسلسل تاتورت، حلقة مقتل إكس ماكينا)
- 2018: Cecelia Ahern: Ein Moment fürs Leben (Fernsehfilm) ( الفيلم التلفزيوني سيسيليا أرين: لحظة للحياة)
- 2018: Entdecke die Mandy in dir (Fernsehfilm) ( الفيلم التلفزيوني اكتشف ماندي بداخلك)
- 2018: Out of Control (خارج السيطرة)
- 2018: Deutsch-Les-Landes
- 2018: Schattengrund – Ein Harz-Thriller (Fernsehfilm)
- 2019: Tatort: Das verschwundene Kind (مسلسل تاتورت، حلقة الطفل المفقود)
- 2019: Pastewka (Fernsehserie, mehrere Episoden) ( المسلسل التلفزيوني باستيفاكا، مثل عدة حلقات)

## وصلات خارجية
- شتيفي فيندولف على موقع IMDb (الإنجليزية)
- شتيفي فيندولف على موقع ألو سيني (الفرنسية)
- شتيفي فيندولف على موقع قاعدة بيانات الفيلم (الإنجليزية)
- شتيفي فيندولف على موقع كينوبويسك (الروسية)
- الموقع الرسمي لشتيفي فيندولف (باللغة الألمانية)
- صفحة شتيفي فيندولف على موقع IMBD
- صفحة شتيفي فيندولف على موقع فيلم بورتال (باللغة الألمانية)